# Hie (géorgien)
Cette page contient des caractères spéciaux ou non latins. S’ils s’affichent mal (▯, ?, etc.), consultez la page d’aide Unicode.
Pour les articles homonymes, voir Hie.
Hie (ჲე en géorgien) est une lettre archaïque de l'alphabet géorgien.

## Représentation informatique
Unicode :
- Asomtavruli Ⴢ : U+10C2
- Mkhedruli et nuskhuri ჲ : U+10F2